# Шеріл Браун
Шеріл Браун (англ. Cheryl Brown, Орландо, Флорида, США) — професійна американська бодібілдерша. Переможець конкурсу Нью-Йорк Про в змаганні «найкраща фігура» в 2010 і 2011 роках.

## Біографія
Займатися спортом почала в середній школі. Там, за рекомендацією вчителя фізкультури вона взяла в перших в своєму житті аматорському змаганні. Після цього вона постійно запитувала себе, чи хоче виступати як професіоналка. І врешті-решт, в серпні 2008 року вона наважилась і взяла участь у своєму першому NPC шоу. Вона виграла титул Master's Over-all.
Після цього у Шеріл з'явилася нова мета — стати професіоналом IFBB. Після цього приєдналася до Fitness Pro Shannon Dey's Team Bombshell — на її думку одне з її найкращих рішень. В 2010 і 2011 роках перемагала в конкурсі Нью-Йорк Про в змаганні «найкраща жіноча фігура».

## Виступи
- Нью-Йорк Про — 1 місце (найкраща жіноча фігура)
- NPC шоу — титул Master's Over-all